# Thức ăn giải nhiệt
Thức ăn giải nhiệt là những loại thức ăn theo Đông Y có tác dụng làm giảm nhiệt trong cơ thể; đặc biệt là trong mùa hè, nhiệt độ thường tăng rất cao làm người mỏi mệt, dễ sinh tật bệnh. Thức ăn giải nhiệt có tác dụng hạn chế tình trạng trên, cải thiện sức khoẻ, giúp phấn chấn và tương thích với thiên nhiên. Sau đây là một số món ăn tiêu biểu có đặc tính giải nhiệt:

## Các loại đậu
- Đậu xanh: Thanh nhiệt giải độc, tiêu nắng nóng, tiêu khát, trừ bỏ phù thũng, lợi tiểu, chữa lở loét... giải độc, nóng, lợi tiểu, thanh nhiệt, hạ khí.
- Đậu nành: Nhuận tràng, bổ trong, giải độc. Nấu cháo ăn giúp nhuận phế, tiêu đầy trướng hơi, lợi tiểu.
- Đậu ván trắng: Có thể cầm tiêu chảy, thanh nhiệt, làm ấm tỳ vị, trừ thấp nhiệt và làm hết chứng tiêu khát.
- Đậu đen: Trừ phong nhiệt, giải độc, giải nhiệt và dùng làm thuốc bổ dưỡng - là món ăn giải nhiệt rất tốt trong mùa hè, giúp lợi tiểu.
- Đậu đỏ: Trị được các chứng mụn lở, đi tả, đau buốt cơ thể, nôn mửa.
- Kết hợp đậu xanh, đậu đen, đậu đỏ, mỗi thứ 300 gr nấu chung với cam thảo, ăn cả bã lẫn nước trong vòng 7 ngày, dùng phòng các chứng bệnh mùa hè.

## Các loại rau củ quả
- Khổ qua: (mướp đắng), theo y học cổ truyền có vị đắng, tính mát, không độc, có công dụng chính là thanh nhiệt, giải độc, giúp sáng mắt, nhuận trường, tiêu đờm. Dây và lá khổ qua tươi đem nấu (hoặc giã lấy nước) để uống có công dụng hạ sốt, hoặc giã lá và dây để đắp trị mụn nhọt, đặc biệt có tác dụng giải độc rượu; không nóng trong người, thì không nên dùng thường xuyên, vì dễ làm lạnh bụng, dễ bị tiêu chảy...
- Bí đao: Có tính hàn, vị cam không độc. Nó có tác dụng trị được chứng nóng, lợi tiểu tiện hạ chứng đau đầu, trị ung nhọt nhuận trường, phù trướng bệnh lậu, đái rắt, các vết nạ đen, bệnh tích nhiệt phát ra tiêu khát, trừ được thân nhiệt cao. Tuy nhiên, với người gầy ốm bị thiếu máu, huyết áp thấp hoặc có cơ địa hàn thì nên tránh.
- Bầu: Vị ngọt, tính bình, công dụng thanh nhiệt, lợi niệu, giải khát.
- Dưa leo: Vị ngọt, tính mát, công dụng thanh nhiệt, lợi tiểu tiện.
- Giá đậu: Thanh nhiệt, giải độc, cung cấp nhiều vitamin C và E.
- Rau má: Giải khát tốt, giúp sảng khoái. Nghiên cứu cho biết nước chiết từ rau má tăng khả năng trí tuệ của trẻ em có thương số thông minh (IQ) thấp mà còn làm người cao tuổi giảm bớt những quên này quên kia, giúp thị lực bớt nhạt nhòa.
- Rau đắng: Tính mát, nấu canh ăn giải nhiệt hoặc ăn sống rất tốt. Theo Giáo sư Đỗ Tất Lợi, rau đắng được dùng làm thuốc lợi tiểu, bổ thận, giúp ăn ngon và giảm đau khi đắp lên nơi tê thấp, rắn cắn. Còn theo kinh nghiệm dân gian vùng đồng bằng sông Cửu Long, rau có tính giải rượu - được bà con mệnh danh "lính cứu hoả".
- Rau dền: Vị ngọt, tính mát, nhiều chất khoáng, có công dụng thanh nhiệt, bổ khí trừ phiền, hoạt thai, lợi đại tiểu tràng.
- Rau cần: Vị ngọt mặn, tính hàn, công dụng thanh nhiệt lợi niệu.
- Ngó sen: Làm gỏi hoặc ép lấy nước uống.
- Củ đậu (củ sắn): Vị ngọt, tính mát, giải rượu rất tốt.
- Nấm rơm: Vị ngọt, tính hàn, có giá trị dinh dưỡng rất cao, chứa nhiều chất đạm, sinh tố C và các amino acid rất cần thiết cho cơ thể.

## Giải khát - tráng miệng
- Mía: Vị ngọt, tính lạnh, dùng rất tốt để phòng chống các chứng viêm nhiệt có biểu hiện miệng khô, họng khát, sốt cao mất nước.
- Quả dâu: Quả dâu vị ngọt, tính hàn là vị thuốc bổ huyết ích âm.
- Nho: Chứa rất nhiều nước, có khả năng thanh nhiệt, trừ phiền, giải khát.
- Chanh: Cho những người hay bị rối loạn tiêu hóa, chán ăn mệt mỏi, họng khô miệng khát.

Trên đây là một số món ăn giúp giải nhiệt trong mùa hè rất tốt; nên ăn những thức ăn còn tươi, nguyên chất; tránh những món ăn chiên nướng.